# シュアンフアケラトプス
シュアンフアケラトプス（学名: Xuanhuaceratops）は、後期ジュラ紀(1億677万～1億612万年前頃)に生息していた恐竜の属の一つである。初期の角竜類、カオヤングサウルス科のメンバーである。化石は中国北部河北省の后城累層 (Houcheng Formation) で見つかっている。
この恐竜は趙喜進 (Zhao Xijin) らによって地質學報に記載・報告された。シュアンフアケラトプスは以前は疑問名であるシュアンフアサウルス "Xuanhuasaurus"として知られていた。

## 記載
シュアンフアケラトプス・ニエイ Xuanhuaceratops niei は、河北省で発掘された4つの断片的な骨格のみで知られる。これらの骨格には隣の省である遼寧省で発見されたカオヤングサウルスとの間に（いくつかの頭骨における構成を別として）近縁である可能性を秘めた多くの共有形質がある。そのうち主な特徴は、前上顎骨に歯があることであるが、方形骨や肩甲骨には違いも見られる。

## 分類
シュアンフアケラトプス・ニエイは、カオヤングサウルス科のメンバーである。カオヤングサウルス科は最も基盤的な角竜類を代表する分類群で、全ての新角竜類とプシッタコサウルス科の祖先型に近いと考えられる。シュアンフアケラトプスは1970年代に単一の断片的な骨格がもともと知られており、1985年にそれにもとづいて研究・命名が行われた。しかし模式標本が指定されなかった、あるいは記載されなかったので疑問名となった 。形態の類似性に基づき、趙喜進はこの動物を3つの「プロトタイプのプシッタコサウルス類」の1つであると考えた。他の2つはディアンクンゴサウルス、カオヤングサウルスであり、彼らは共にカオヤングサウルス科を形成する。
2003年、追加の3つの異なる化石の断片の標本が趙喜進らによって発見された。しかしこれらの標本は前に見つかっていたものと比べ完全でなく、タクソンの記載時には最初の標本がホロタイプとされた。